# Fundación Huésped
La Fundación Huésped es una organización argentina sin fines de lucro creada en 1989 con el fin de luchar contra el VIH, poniendo énfasis en la necesidad de crear un entorno social apropiado para que la enfermedad pueda ser sobrellevada. Desde octubre de 2015 cuenta con un centro de testeo que permite realizar una prueba de detección rápida del virus.

## Historia
Los primeros casos de pacientes infectados con el VIH en Argentina datan del año 1982 y muchos de ellos se concentraron en el Hospital Fernández de la Ciudad de Buenos Aires. Por entonces el hospital contaba con solo dos médicos infectólogos que atendían un par de veces por semana, con insumos insuficientes y tratamientos superiores en costo a los mil dólares mensuales. A esto se sumaba un contexto de discriminación hacia quienes tenían el virus y lo trataban. Los pacientes se encontraban con una realidad completamente desfavorable y sin respuestas desde el Estado. Ante esta situación, el Dr. Pedro Cahn y el Lic. Kurt Frieder crearon en 1989 la Fundación Huésped como un medio para canalizar la voluntad de cooperación de familiares y amigos de los enfermos que asistían al Hospital Fernández, con el objetivo de instalar la preocupación sobre el tema, apoyados en el impulso de los voluntarios que se fueron incorporando progresivamente.
Casi inmediatamente se incorporó Roberto Jáuregui, la primera persona con VIH en hacer pública su condición y una figura destacada en la respuesta a la epidemia, quien trabajó incansablemente para instalar la temática. Jáuregui falleció en 1994 y, en su honor, desde Fundación Huésped afrontaron la construcción y donación del «Hospital de Día Roberto Jáuregui» al Hospital Fernández donde, desde entonces, funciona la División de Infectología.
Pocos años más tarde, y gracias a una donación privada, la Fundación Huésped inaugura en 1997 su propia sede que les permitió ampliar las tareas de difusión de información, educación, prevención, la prestación de servicios a las personas que viven con VIH e incrementar de esa forma las actividades de investigación científica, social y de formación de recursos humanos en salud. Por esos años aparecería el Tratamiento Antirretroviral Altamente Activo («HAART» por sus siglas en inglés) que cambió la historia de la epidemia a partir del uso de medicaciones más modernas y seguras, lo que para muchos significó la diferencia entre la vida y la muerte. Con una detección temprana y un tratamiento oportuno, el VIH pasó a ser hoy una enfermedad crónica.
Para entonces más de la mitad de las personas con VIH desconocía su situación en Argentina y más de un tercio de los nuevos diagnósticos se daban en personas con un estado avanzado de la infección, lo que disminuía la efectividad del tratamiento. La promoción del "testeo" –especialmente en las mujeres embarazadas, para evitar la transmisión a sus bebés– pasó a ser uno de sus principales objetivos en las acciones de prevención y comunicación de la Fundación Huésped.
El trabajo con poblaciones vulnerables por condicionantes socioeconómicos fue el pilar de su trabajo territorial desde comienzos de 2002. Cientos de proyectos en decenas de municipios del conurbano bonaerense, la Ciudad de Buenos Aires y otras localidades del interior del país abordaron el VIH en el marco de los derechos sexuales y reproductivos y otras problemáticas de las poblaciones vulnerables. Según la propia fundación, «no es posible pensar el VIH aislado del embarazo adolescente, la violencia de género, la falta de acceso al cuidado de la salud de los jóvenes, la falta de controles de VIH a las mujeres embarazadas, entre otras realidades que aun hoy requieren de nuestros esfuerzos». La estigmatización y discriminación del enfermo –y, en algunos casos, de quienes lo rodean– como intensificadores de la epidemia fueron motivos determinantes para reforzar su trabajo de promoción de derechos, incidencia política y comunicación tanto a nivel nacional como en América Latina. La dificultad en la adherencia al tratamiento, las coinfecciones, los virus de las hepatitis y otras enfermedades transmisibles y el desarrollo de tratamientos más simples y eficaces son otros aspectos que guían desde hace años su trabajo de investigación e intervención.

## Áreas de trabajo
El trabajo de la Fundación se encuentra organizado en tres direcciones:

### Dirección de Comunicación y Desarrollo Institucional
El área de Comunicación y Desarrollo Institucional tiene como objetivo facilitar el acceso a la información sobre el VIH/sida de manera clara, sencilla y efectiva. Desarrollan campañas para la difusión de mensajes de prevención y trabajan para que el VIH/sida sea un tema permanente en los medios y para que la información sea comunicada de forma ética y responsable. Participan en eventos públicos de prevención para alcanzar a los beneficiarios de manera personalizada. La Dirección produce cada año un programa especial de televisión que es transmitido por Canal 13 en horario central.
A nivel regional son la Secretaría Regional de la Iniciativa de Medios Latinoamericanos sobre el SIDA (IMLAS), la primera coalición latinoamericana de compañías de radio y televisión sobre la temática.

### Dirección de Investigaciones
El área de Investigaciones es un centro de referencia nacional e internacional en investigación clínica y asistencia técnica. Impulsa estrategias de diagnóstico y tratamiento del VIH, nuevas estrategias terapéuticas, hepatitis C, tuberculosis, cáncer y otros temas prioritarios vinculados al VIH. Son los representantes en Argentina de la iniciativa internacional para el estudio de cohortes (IEDEA) en la región de Caribe Centro y Sudamérica (CCASAnet) y participan en la formulación de guías internacionales de tratamiento.
Desde mayo de 1993 publican la revista trimestral "Actualizaciones en SIDA", la primera publicación científica latinoamericana en español destinada a la temáticas, cuyos destinatarios son los profesionales del área de salud. Desde 2013, la revista se denomina "Actualizaciones en SIDA e Infectología" y es también órgano oficial de la Sociedad Argentina de Infectología.

### Dirección de Programas
Trabaja para promover un estado saludable en las personas con VIH/sida y su entorno, entendiendo a la salud no solo como el bienestar físico, sino también psíquico y social. Ofrece espacios asistenciales, generan instancias de investigación y capacitación, y desarrollan proyectos de intervención sobre cuestiones vinculadas a los derechos humanos y a la salud mental. Realizan también asesoramiento y defensa legal en casos de discriminación, acompañamiento para la inclusión socio laboral, consejería «pre» y «post» test en el Servicio de Infectología del Hospital Fernández, y acompañamiento en la adherencia al tratamiento en los Hospitales Fernández de la Ciudad de Buenos Aires, Posadas de Ramos Mejía, Paroissien de La Matanza y Evita de Lanús.